# Mat (district)
Mat (Albanees: Rrethi i Matit) is een van de 36 districten van Albanië. Het is vernoemd naar de rivier de Mat, die door het district stroomt. Het district heeft 62.000 inwoners (in 2004) en een oppervlakte van 1028 km². Het district Mat is gelegen in het midden van het land in de prefectuur Dibër. De hoofdstad is Burrel. Andere grote plaatsen in het district zijn Klos, en Ulëz.

## Geografie
Mat is een van de rest van Albanië afgesloten dal waar de gelijknamige rivier doorheen stroomt. De mat stroomt vanuit het zuidwesten naar het noordoosten. Het rivierdal kent grote hoogteverschillen. Aan weerskanten van de rivier rijzen massieve rotsen omhoog. Overal in het gebied stromen beekjes.
Het berggebied rondom Mat is moeilijk te doorkruisen. Het district is dan ook afgelegen en alleen via omwegen verbonden met de hoofdstad Tirana, die overigens hemelsbreed niet zo ver weg ligt. Het dal van de Mat wordt soms wel als een hoogvlakte beschouwd. In het noorden is het dal dan ook zo'n 40 kilometer breed. In het zuiden is het veel smaller.
Mat wordt alleen in het noorden niet door bergen omsloten: de andere grenzen bestaan wel uit bergen. In het westen wordt het dal door een hoge bergketen (de hoogste top, Mali i Ligenit, is 1.723 meter hoog) van de kust afgesloten. Door een smalle kloof stroomt de Mat verder westwaarts naar zee. Bij deze kloof is een stuwdam aangelegd. De westelijke bergketen loopt door tot in het zuiden van Mat. De hoogste top hier is de Mali Shën Noi i Madh van 1.848 meter. In het oosten bereiken de bergen zelfs hoogten van meer dan 2000 meter. Het zuidelijke gebied is bosrijk en rijk aan natuurlijke waterbronnen. Het landschap wordt gedomineerd door diepe kloven en bergtoppen. Dit gebied is thans een nationaal park onder de naam Zall Gjoçaj. Hier leven nog bruine beren, wolven, vossen en wilde zwijnen.

### Bestuurlijke indeling
Mat telt twaalf gemeenten, waarvan twee steden.
- Steden: Burrel (hoofdstad), Klos.
- Gemeenten: Baz, Derjan, Gurrë, Komës, Lis, Macukull, Rukaj, Suç, Ulëz, Xibër.

## Geschiedenis

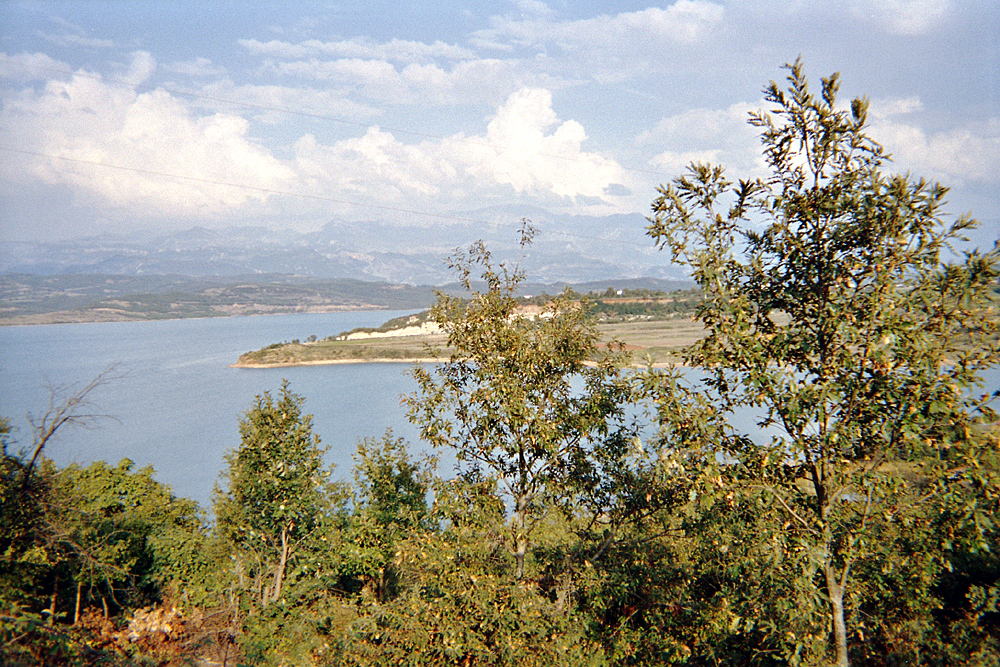
Het stuwmeer bij Ulëz

Reeds in de prehistorie werd het dal bewoond. Dit blijkt uit de aanwezigheid van Illyrische grafheuvels en bronzen voorwerpen die zijn opgegraven. Waarschijnlijk zal in deze periode al de handelsroute zijn ontstaan die via het dal de kust met de rest van de Balkan verbindt. De aanwezigheid van deze handelsroute schonk de bewoners enige welvaart, al kwam het nooit tot stedelijke ontwikkeling.
In Mat liggen ook de wortels van de succesvolle Albanese adellijke familie Kastrioti. Stamvader Konstantin Kastrioti-Mazreku was in het begin van de 15e eeuw de heerser van Mat, zijn kleinzoon Gjon Kastrioti, de vader van de later Albanese volksheld Skanderbeg, volgde hem op.
Mat was lange tijd zeer dunbevolkt. De dorpjes lagen ver uit elkaar en stonden nauwelijks met de omliggende gebieden in contact. Steden bestonden er niet. De bewoners van Mat behoorden allen tot dezelfde clan. Uit deze clan kwam de jonge Ahmet Bey Zogolli voor, al vroeg clanleider, die later als Ahmet Zogu koning van Albanië werd.
Pas in de 20e eeuw werd het gebied meer ontgonnen en ontstonden er grotere woonplaatsen. In het gebied werd mijnbouw bedreven en ontstond enige industrie. De aanleg van het genoemde stuwmeer in de jaren 50 veranderde veel. Pogingen het dal ook per spoor en autoweg verder te ontsluiten hadden weinig succes en veel van de plannen die hiervoor zijn gemaakt zijn nooit uitgevoerd.

## Bevolking
In de periode 1995-2001 had het district een vruchtbaarheidscijfer van 2,87 kinderen per vrouw, hetgeen hoger was dan het nationale gemiddelde van 2,47 kinderen per vrouw.

## Economie
Het grootste deel van de bevolking werkt in de land- en bosbouw. In het zuiden van mat worden chroom en ijzererts gewonnen. Deze bestanddelen worden samen gebruikt om roestvast staal te ontwikkelen. Toch is er een teruggang in de mijnbouw merkbaar en vele mijnen zijn inmiddels gesloten. Het district kampt met een hoge werkloosheid.
Met buitenlands geld is de elektriciteitscentrale bij de stuwdam van Ulëz gemoderniseerd, zodat er nu meer stroom kan worden opgewekt.
De infrastructuur van Mat is slecht. De plannen om een spoorlijn door het dal aan te leggen, teneinde de mijnen beter te kunnen ontsluiten, zijn nooit volledig uitgevoerd. Delen van het spoortracé zijn gebouwd, maar nooit in gebruik genomen en inmiddels in te slechte conditie om nog te gebruiken.
Berat · Bulqizë · Delvinë · Devoll · Dibër · Durrës · Ëlbasan · Fier · Gjirokastër · Gramsh · Has · Kavajë · Kolonjë · Korçë · Krujë · Kuçovë · Kukës · Kurbin · Lezhë · Librazhd · Lushnjë · Malësi e Madhe · Mallakastër · Mat · Mirditë · Peqin · Përmet · Pogradec · Pukë · Sarandë · Skrapar · Shkodër · Tepelenë · Tirana · Tropojë · Vlorë